# Ane Skrove Nossum
Ane Skrove Nossum (12 de marzo de 1990) es una deportista noruega que compite en biatlón. Ganó dos medallas en el Campeonato Europeo de Biatlón, plata en 2013 y bronce en 2014.

## Palmarés internacional
| Campeonato Europeo | Campeonato Europeo           | Campeonato Europeo | Campeonato Europeo |
| Año                | Lugar                        | Medalla            | Prueba             |
| ------------------ | ---------------------------- | ------------------ | ------------------ |
| 2013               | Bansko (Bulgaria)            | Medalla de plata   | Individual         |
| 2014               | Nové Město (República Checa) | Medalla de bronce  | Relevos            |